# Дом почётного гражданина Головизина
Дом почётного гражданина города Верного Т. А. Головизина — здание в Алма-Ате, построенное в начале XX века в стиле модерн по заказу верненского купца Тита Головизина.

## История
Строительство здания производилось в 1905-1908 годах у пересечения улиц Лепсинской (пр. Назарбаева) и Артиллерийской (ул. Курмангазы) по заказу владельца верненских сапожных мастерских, почетного гражданина города Верного Т. А. Головизина. Автор проекта неизвестен, однако ряд исследователей полагают, что использование элементов классики в стиле модерн, художественное и объемно-планировочное решение позволяют утверждать, что здание построено французским архитектором Павлом Гурдэ.
После установления советской власти в 1918 году дом был национализирован. В 1920 году в сооружении располагались детсад и жилые квартиры коммуналки, поликлиника. Позднее здание перешло в ведение хозяйства Совета министров Казахской ССР. 
В гостинице ХОЗУ Совмина Казахской ССР проживали первые руководители республики и гости зарубежных государств. В 1946-1951 годы здесь жил Жумабай Шаяхметов, видный казахстанский политический деятель советской эпохи. В период с 1955 по 1956 годы в доме проживал глава Казахской ССР, Леонид Брежнев.
В настоящее время здание находится в хорошем состоянии и используется в качестве государственной резиденции номер 4. Здание расположено в так называемом «Золотом квадрате» города.

## Архитектура
Здание представляет собой одноэтажный деревянный дом, закругленный башней со шпилем. Он художественно оформлен надвершием в средней части фасада. Парадность фасадов достигается сложной пластикой в виде полуколонн композитного ордера и парапета, украшенного живописной лепниной растительного орнамента, создающих обилие светотени. Планировочная система компактного объема здания состоит из проходных комнат.
Сооружение представляет собой образец купеческого особняка начала XX века. Современный вход в здание расположен по диагональной оси квартала.
На доме установлены мемориальные доски, посвященные Т.А.Головизину, проживавшему здесь в 1905-1908 гг., и Жумабаю Шаяхметову, видному государственному деятелю советской эпохи, проживавшему в доме в 1946-1954 гг.

## Статус памятника
4 апреля 1979 года было принято Решение исполнительного комитета Алма-Атинского городского Совета народных депутатов № 139 «Об утверждении списка памятников истории и культуры города Алма-Аты», в котором был указан дом почётного гражданина города Верного Головизина. Решением предусматривалось оформить охранное обязательство и разработать проекты реставрации памятников.
26 января 1982 года здание было включено в список памятников истории и культуры республиканского значения Казахской ССР.